# Philipp Gropper

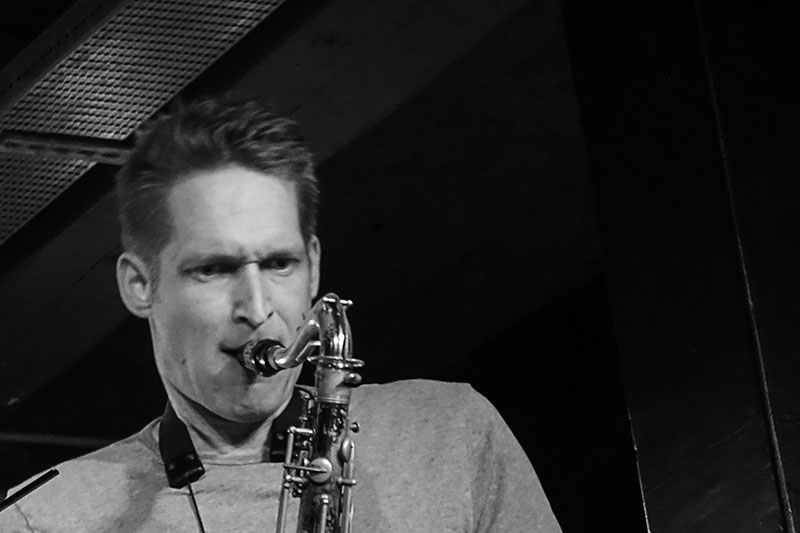
Philipp Gropper
(Aarhus, Dänemark, 2016)

Philipp Gropper (* 1978 in West-Berlin) ist ein deutscher Komponist und Saxophonist des Jazz und des Modern Creative Stils.

## Leben und Wirken
Gropper studierte von 1999 bis 2006 im Jazzstudiengang bei Jerry Granelli, Peter Weniger und David Friedman an der Universität der Künste Berlin. Im Bundesjazzorchester spielte er von 2000 bis 2002 unter Leitung von Peter Herbolzheimer und war dort Erster Tenorsaxophonist der Konzertbesetzung.
Groppers eigene Formationen sind Hyperactive Kid mit Ronny Graupe und Christian Lillinger, Philipp Gropper’s Philm (gegründet 2011) mit Elias Stemeseder, Andreas Lang und Oliver Steidle sowie Tau 5 (gegründet 2013 mit Philip Zoubek, Petter Eldh und Julian Sartorius).
Daneben ist er Mitglied von folgenden Bandprojekten: European Movement Jazz Orchester, FUSK, Kathrin Pechlof Sextett, Uwe Steinmetz Stream Ensemble, Tobias Backhaus 6, Clave Azul, Chimaira und Pablo Held’s Glow.
Seit 2008 ist Gropper Mitglied im Jazzkollektiv Berlin.
Von August 2013 bis März 2014 war er Stipendiat der Stiftung Bartels Fondation in Basel. 2021 wurde er mit seiner Band Philm mit dem Deutschen Jazzpreis als „Band des Jahres“ ausgezeichnet.

## Diskografische Hinweise
- Sonne (2005, WhyPlayJazz) mit Christian Lillinger, Johannes Fink, Carsten Daerr
- Hyperactive Kid (2006, Shoebill Music) mit Christian Lillinger, Ronny Graupe
- Mads La Cour Mads à la Cour (2008, Stunt Records) mit Håvard Wiik, Andreas Lang, Kresten Osgood
- Fusk (2011, WhyPlayJazz) mit Rudi Mahall, Andreas Lang, Kasper Tom Christiansen
- EMJO live in Coimbra (2011, Clean Feed) mit Jure Pukl, Kaja Drachsler, Matthias Schriefl, Tobi Backhaus u. a.
- Philipp Gropper’s Philm: Licht (2012, WhyPlayJazz) mit Håvard Wiik, Andreas Lang und Oliver Steidle
- Hyperactive Kid: 10 Year Anniversary Live (2015, WhyPlayJazz) mit Christian Lillinger, Ronny Graupe
- Philipp Gropper’s Philm: The Mandman of Naranam (2015, WhyPlayJazz) mit Elias Stemeseder, Andreas Lang und Oliver Steidle
- Philipp Gropper’s Philm: Live at Bimhuis (2018, WhyPlayJazz)
- Tau 5: Kreise (2020, Staatsakt/Fun in the Church) mit Philip Zoubek, Ludwig Wandinger, Petter Eldh und Moritz Baumgärtner[5]